# Kleoptolemos ze Sparty
Kleoptolemos (starořecky: Κλεοπτόλεμος – Kleoptolemos) byl v roce 684 př. n. l. olympijský vítěz v běhu na jedno stadium.
Kleoptolemos ze Sparty zvítězil v běhu na jedno stadium na 24. olympijských hrách. Běh na vzdálenost jednoho stadia, tj. 192,27 metrů, byl na hrách jedinou soutěžní disciplínou od založení her (podle tradice od roku 776 př. n. l.) do roku 724 př. n. l., kdy se zavedl běh na dvě stadia. Běh na jedno stadium se ovšem nadále považoval za hlavní disciplínu a jménem vítěze této disciplíny se označovala celá olympiáda.